# Акатовское сельское поселение
Акатовское сельское поселение — упразднённое муниципальное образование в составе Гагаринского района Смоленской области России.
Административный центр — деревня Акатово.
На территории поселения находится 21 населённый пункт.
К 1 января 2019 года все населённые пункты вошли в Гагаринское сельское поселение.

## Географические данные
- Общая площадь: 300 км²
- Расположение: восточная часть Гагаринского района
- Граничит:
  - на севере — с Гагаринским сельским поселением
  - на востоке — с Московской областью
  - на юго-востоке — с Мальцевским сельским поселением
  - на юго-западе — с Никольским сельским поселением
  - на западе — с Гагаринским городским поселением
  - на северо-западе — с Ашковским сельским поселением
- По территории поселения проходит автомобильная дорога Гагарин — Пышково.
- По территории поселения проходит железная дорога Москва — Минск, станций нет.
- Крупная река: Алешня, Москва.
- На территории поселения находится крайняя восточная точка Смоленской области (4 км к востоку от деревни Запрудня) 55°35′39″ с. ш. 35°23′19″ в. д.HGЯO.

## Население
| 2007  | 2011  | 2012  | 2013  | 2014  | 2015  | 2016  |
| ----- | ----- | ----- | ----- | ----- | ----- | ----- |
| 1430  | ↘1356 | ↘1315 | ↘1282 | ↘1252 | →1252 | ↘1238 |
| 2017  | 2018  | 2019  |       |       |       |       |
| ↗1252 | ↘1246 | ↘1240 |       |       |       |       |

## Состав поселения
В состав поселения входят следующие населённые пункты:
- Деревня Акатово — административный центр
- Андроново, деревня
- Барышово, деревня
- Груздево, деревня
- Воробьёво, деревня
- Долгое, деревня
- Дубинино, деревня
- Дурово, деревня
- Жабино, деревня
- Запрудня, деревня
- Заречье, деревня
- Зубково, деревня
- Ивашково, деревня
- Клячево, деревня
- Колесники, деревня
- Курьяново, деревня
- Лескино, деревня
- Максимовка, деревня
- Пальки, деревня
- Пышково, деревня
- Рыльково, деревня
- Старое, деревня
- Столбово, деревня
- Шапкино, деревня
- Фокино, деревня